# Aéroport international d'Oradea
L'aéroport international d'Oradea (en roumain : Aeroportul Internațional Oradea, et en hongrois : Nagyváradi Nemzetközi Repülőtér) (code IATA : OMR • code OACI : LROD) dessert la ville d'Oradea.

## Situation
| \| 50 km1:1 922 000 \| Bacău Baia Mare-Maramureș Brașov Bucarest-Aurel-Vlaicu Bucarest-Henri-Coandă Cluj-Napoca Constanța Iași Sibiu Târgu Mureș Timișoara Arad Craiova Oradea Satu Mare Suceava |
| 50 km1:1 922 000 |

## Localisation et accès
L'aéroport se situe à 5 km au sud du centre-ville. Il est desservi par une ligne de bus ainsi que par des taxis.
Situé au bord de la route E671 (qui mène à Arad et Timișoara), l'aéroport se trouve à une quinzaine de km de la frontière roumano-hongroise.

## Compagnies aériennes et destinations
| Compagnies | Destinations                         |
| ---------- | ------------------------------------ |
| Animawings | Bucarest-H. Coandă                   |
| AeroItalia | En saison: Forlì                     |
| AirConnect | En saison: Constanța-M. Kogălniceanu |
| TAROM      | Bucarest-H. Coandă                   |

Actualisé le 14/04/2023

## Statistiques
Pour des raisons techniques, il est temporairement impossible d'afficher le graphique qui aurait dû être présenté ici.

Voir la requête brute et les sources sur Wikidata.
| Année | Nombre de passagers | Variation |
| ----- | ------------------- | --------- |
| 2008  | 38 843              |           |
| 2009  | 41 692              | + 7,3 %   |
| 2010  | 36 477              | - 12,5 %  |
| 2011  | 46 213              | + 26,6 %  |
| 2012  | 40 494              | - 12,4 %  |
| 2013  | 39 440              | - 2,2 %   |
| 2014  | 36 501              | - 7,4 %   |
| 2015  | 8 118               | - 77,7 %  |
| 2016  | 41 867              | + 415,7 % |
| 2017  | 162 902             | + 289,1 % |